# Lasioptera longipes
Lasioptera longipes är en tvåvingeart som beskrevs av Jean-Jacques Kieffer 1904. Lasioptera longipes ingår i släktet Lasioptera och familjen gallmyggor.
Artens utbredningsområde är Frankrike. Inga underarter finns listade i Catalogue of Life.